# Komuna e Picarit
Komuna e Picarit är en kommun i Albanien.   Den ligger i prefekturen Qarku i Gjirokastrës, i den södra delen av landet, 130 km söder om huvudstaden Tirana.
Trakten runt Komuna e Picarit består till största delen av jordbruksmark.  Runt Komuna e Picarit är det ganska glesbefolkat, med 47 invånare per kvadratkilometer.